# Carmen Luvana
Carmen Luvana född den 23 augusti 1981 i Brooklyn i New York i USA, är en latinamerikansk porrskådespelerska. 
Carmen Luvana föddes i Brooklyn i New York men växte upp Puerto Rico. Hon lämnade New York när hon var sex år. Efter att ha lämnat Puerto Rico reste hon till Miami när hon var 18 år gammal. Hon jobbade som dansare på olika strippklubbar i South Beach Miami. Hon gav sig in i porrindustrin i november 2001.
Carmen lade ner sin karriär inom porrbranschen i slutet av 2008, då hon sade att "hon inte vill vara känd som den porrskådisen som fansen har tröttnat på och som varit i industrin för länge."